# Guidobaldo de Montefeltro
Guidobaldo de Montefeltro (Gubbio, 17 de enero de 1472-Fossombrone, 11 de abril de 1508) fue un condottiero italiano y tercer duque de Urbino.

## Biografía
Fue hijo de Federico da Montefeltro y de Battista Sforza. Asumió el dominio de Urbino en 1482, en tiempos de gran incertidumbre política, a la edad de 10 años, guiado y ayudado por su tío paterno, el conde Octaviano Ubaldini della Carda, que fue nombrado su tutor, y su hermano Antonio de Montefeltro. El 1 de mayo de 1483 fue nombrado capitán general de los ejércitos de la liga entre el rey de Nápoles y el duque de Milán. Tuvo divergencias con el pontífice a propósito del castillo de Petroia, pero con ocasión de la conjura de los Barones militó por la Iglesia contra el reino de Nápoles, convirtiéndose en uno de los aliados más leales del Papa.
Se casó el 11 de febrero de 1488 con Isabel Gonzaga, hija de Federico I Gonzaga, de diecisiete años. La pareja no tuvo hijos, a causa de la impotencia de Guidobaldo, pero Isabel se negó a divorciarse.
Estuvo contratado por Alejandro VI durante la nefasta invasión en Italia de Carlos VIII de Francia y la caída del reino de Nápoles (21 de febrero de 1495). Acto seguido marchó contra el mismo rey francés, militando por la Serenísima.
Habiendo ganado fama de valiente capitán, fue llamado por los florentinos contra Pisa, pero no le sonrió la fortuna en esa guerra debido a la habilidad estratégica de Lucio Malvezzi.
En la batalla de Valerano fue hecho prisionero por Battista Tosi, que militaba en las filas de los Orsini.
Cuando el duque de Valentinois se dio a la ocupación de la Romaña, Imola y Forli, las ciudades de Catalina Sforza, cayeron una tras otra. Guidobaldo abandonó apresuradamente el ducado para salvar la vida, refugiándose primero en Rávena y después en Mantua; no pudo volver a Urbino hasta que no alcanzó el trono de Pedro el papa Julio II, y le fueron reintegradas plenamente sus posesiones. Fue nombrado capitán general de la Iglesia — y no gonfaloniere, como ha mantenido más de un autor. Entre sus mercenarios estaba el extremeño Diego García de Paredes, el «Sansón de Extremadura». Un hijo de este fue el fundador de la ciudad de Trujillo en el Nuevo Mundo, en la actual Venezuela.[cita requerida]
Adoptó a Francesco Maria della Rovere, hijo de su hermana y sobrino del papa Julio II, uniendo así el señorío de Senigallia a Urbino.
Con solo treinta y seis años fue abatido por la pelagra, que lo había atormentado largamente, y murió en abril de 1508. El cuerpo fue trasladado a Urbino y enterrado en la iglesia de San Bernardino, al lado del de su padre Federico.
Fue sucedido por su sobrino Francesco Maria della Rovere quien al no tener hijos Guidobaldo, había sido nombrado como su heredero.

## Artes y cultura
Guidobaldo fue un mecenas de las artes. Atrajo a su corte a diversos artistas y humanistas, entre ellos el humanista y fabulista Lorenzo Bevilacqua y Giovanni Santi, padre del gran pintor del Renacimiento italiano Rafael. A este último se atribuía un retrato de Guidobaldo que podría ser realmente obra de Francesco Francia. Siendo niño ya había sido retratado varias veces, ya que también su padre fue un importante mecenas.
Hay que citar un famoso retrato de ambos juntos, pintado por Pedro Berruguete (Palacio Ducal de Urbino) y una efigie de Guidobaldo, de perfil, pintada por Piero della Francesca (Madrid, Museo Thyssen-Bornemisza). Baldassare Castiglione, conocido entre los castellanos como Baltasar de Castiglione, comenzó a escribir su famosa obra Il libro del cortegiano cuando era miembro de la corte de Guidobaldo y Elisabetta; y la traducción de este libro por Juan Boscán será un modelo de prosa castellana y de etiqueta cortesana en el Renacimiento español.
Entre los invitados a la corte de Guidobaldo estuvieron el poeta y cardenal Pietro Bembo y Miguel Ángel Buonarroti. La vida cultural en ella era muy rica y productiva; en 1506, Castiglione escribió e interpretó con Cosimo Gonzaga su égloga dramática Tirsi en la cual de manera velada describía la vida de la corte de Urbino. La obra contiene resonancias de poesía antigua y contemporánea, con referencias a Virgilio, Angelo Poliziano o Jacopo Sannazzaro. Castiglione fue embajador del duque de Urbino ante Enrique VIII, rey de Inglaterra.